# Улица Кришьяня Валдемара (Рига)
Улица Кри́шьяня Ва́лдемара (латыш. Krišjāņa Valdemāra iela) — улица в Риге. Названа в честь классика латышской литературы Кришьяниса Валдемарса (1825—1891).
Одна из основных транспортных магистралей, соединяющая центральную часть города с Пардаугавой и Северным районом. Начинается на пересечении улиц Слокас и Калнциема и заканчивается на пересечении с улицами Сканстес и Упес, продолжаясь далее как улица Дунтес. Общая протяжённость 5315 метров; на разных участках проезжая часть улицы имеет от 2 до 6 полос. Улица пересекает Даугаву по Вантовому мосту, городской канал — по мосту Кришьяня Валдемара. Проходит через районы Агенскалнс, Кипсала, Старый город (Вецрига), Центр и Браса.
Между улицей Элизабетес и бульваром Калпака к улице примыкает парк Эспланада.

## История

### Наименования улицы
- до 1858 — Лазаретная
- 1858—1919 — Николаевская
- 29 апреля — 22 мая 1919 — Интернациональная
- 22 мая 1919—1923 — Николаевская[2]
- 1923—1942 — Кришьяня Валдемара
- 1942—1944 — Германа Геринга
- 1944—1953 — Кришьяня Валдемара
- 1953—1990 — Горького
- с 1990 года — Кришьяня Валдемара

## Известные дома, заведения и жители
- д. 1 — Рижская государственная гимназия № 2 (бывшее Реальное училище). Здание построено в 1876—1879 годах, архитектор Иоганн Даниэль Фельско.
- д. 1b — Филиал Банка Латвии[3]. Здание было построено в 1890 году для Кредитного общества видземского дворянства. Его архитектором был профессор Рижского политехнического института, декан факультета архитектуры Йоганн Кох.
- д. 1с — Рижский государственный техникум (бывшая гимназия имени Николая I). Здание построено в 1891 году, архитектор Алексей Kизельбаш[латыш.].
- д. 2 — Дом детей и юношества «Ридзе» (спортивный клуб)[4]. Здание построено в 1881—1884 годах, архитектор Рейнгольд Шмелинг.
- д. 2а — главное здание Латвийского банка, построено в 1901—1905 годах, архитектор Август Рейнберг.
- д. 3 — Министерство иностранных дел Латвии. Здание построено в 1913 году для Рижского ипотечного общества, неоклассический стиль (архитектор Август Витте)[5]. Здание освящено 8 февраля 1914 года в присутствии лифляндского губернатора гофмейстера Н. А. Звегинцова, вице-губернатора князя Н. Д. Кропоткина, товарища рижского городского головы Е. фон Беттихера, управляющего лифляндской казенной палатой барона А. П. Тизенгаузена, управляющего рижской конторой Государственного банка М. М. Машевского[6].
- д. 6 — В этом доме с 1898 по 1916 год жил выдающийся кинорежиссёр С. М. Эйзенштейн.
- д. 7 — весной 1940 года этот дом был заложен его владельцами под кредит в размере около 400 тысяч латов (переоценка 2006 года), который не был погашен. После восстановления независимости Латвии денационализирован в пользу граждан США Г. Е. Грауде и А. Р. Лиеб по оценочной стоимости 2452,25 лата. В 1994 году американцы заложили дом в Sakaru banka под кредит в размере 1,2 млн латов, передав банку права аренды и обслуживания здания. Одним из акционеров Sakaru banka в то время являлся американский фонд New Century Holding, и в собственность его латвийского представителя Владимира Левина дом перешёл в 1996 году за 676,5 тысячи латов. В 2003 году особняк приобрела россиянка Елена Орлова, заплатившая за это, по данным Земельной книги, 1,037 млн латов[7]. Ныне в здании находится гостиница Gallery Park Hotel.
- д. 10а — Латвийский национальный художественный музей, здание построено в 1903—1905 годах, архитектор Карл Иоганн Вильгельм Нейман.
- д. 11а — Министерство культуры Латвии. Здание построено в 1873 году, архитектор Генрих Шель. В 1905 году здание перестроил архитектор Август Рейнберг, в 1936 — Александр Бирзениекс.
- д. 10/12 — Министерство обороны Латвии, бывший доходный дом (построен в 1914 году, архитекторы В. Р. Реслер, Макс фон Озмидоф).
- д. 18 — Доходный дом с магазинами, построен в 1910 году, архитектор А. Малвесс[латыш.][5].
- д. 19 — в 1941 году в здании располагался штаб команды Арайса[8]. После войны в здании находился Гидрометцентр, после денационализации — аудиторская фирма PriceWaterhouseCoopers[9] и, наконец, банк. В 2021 году здание купил российский миллиардер Пётр Авен для нужд музея на основе своей коллекции[10].
- д. 20 — Доходный дом, построен в 1907 году. Архитектор Г. Гартман[5].
- д. 23 — Доходный дом, построен в 1901 году. Архитекторы Г. Шель, Ф. Шеффель, А. Гизеке[5].
- д. 24 — Доходный дом с магазинами, построен в 1911 году. Архитектор О. Баар[5].
- д. 26 — Доходный дом, построен в 1913 году. Архитектор Р. Донберг[5].
- д. 31 — В этом доме сохранён портал мастерской скульптора Августа Фольца (1851—1926)[11][12].
- д. 33 — Доходный дом с магазинами, построен в 1912 году. Архитектор Э. Фризендорф[5].
- д. 34 — Доходный дом, построен в 1912 году. Архитектор А. Владимиров[5].
- д. 37 — Доходный дом с магазинами, построен в 1912 году. Архитектор Э. Лаубе[5].
- д. 38 — Доходный дом, построен в 1913 году. Архитектор Н. Норд[5].
- д. 48 — Здание Французского лицея. Построено в 1936 году (архитектор Индрикис Бланкенбург) на средства Рижской думы, правительств Латвии и Франции, и передано в собственность Обществ сближения Латвии и Франции. В советское время до 1951 года здесь размещалась Рижская 11-я средняя школа им. Анри Барбюса, с 1970-х годов — географический факультет ЛГУ и позже — химический факультет Латвийского университета. В 2018 году по заказу Департамента собственности Рижской думы была завершена реставрация здания и оно было передано лицею для обучения учеников 7-12 классов. Реновация Рижского французского лицея велась при финансировании Европейского фонда регионального развития, выделившего на это 6 млн евро. Инициатором проекта был руководитель департамента собственности Олег Буров[13].
- д. 53 — Доходный дом, построен в 1907 году. Архитекторы Р. Донберг, П. Линденберг[5].
- д. 57/59 — Доходный дом с магазинами, построен в 1911 году. Архитектор Б. Биленштейн[5].
- д. 61 — Доходный дом с магазинами, построен в 1909 году. Архитектор Г. Тимер[5].
- В доме 67 (архитектор Эйжен Лаубе[14]) 10 февраля 1911 года родился великий учёный, математик и механик, организатор науки, Президент АН СССР М. В. Келдыш, сын профессора Рижского политехнического института, генерал-майора инженерно-технической службы и «отца русского железобетона» Всеволода Келдыша[15].
- д. 69, 71, 73 — архитектор А. Ванагс (годы постройки соответственно 1909, 1910, 1910)[5].
- д. 75 — Доходный дом, построен в 1910 году. Архитектор Эйжен Лаубе[5].

## Прилегающие улицы
Улица Кришьяня Валдемара пересекается со следующими улицами:
- улица Слокас
- улица Калнциема
- улица Безделигу
- улица Даугавгривас
- Ранькя дамбис (развязка в двух уровнях)
- набережная Зунда (развязка в двух уровнях)
- улица Кипсалас
- Баласта дамбис
- набережная 11 Ноября / улица Экспорта (развязка в двух уровнях)
- улица Цитаделес
- улица Ноликтавас
- бульвар Кронвалда
- улица Екаба
- бульвар Зигфрида Аннас Мейеровица
- улица Вингротаю
- бульвар Райня
- бульвар Калпака
- улица Андрея Пумпура
- улица Элизабетес
- улица Дзирнаву
- улица Лачплеша
- улица Эмиля Мелнгайля
- улица Гертрудес
- улица Стабу
- улица Ханзас
- улица Бруниниеку
- улица Спорта
- улица Заубес
- улица Нитаурес
- улица Аристида Бриана
- улица Малпилс
- улица Шарлотес
- улица Алояс
- улица Эвелес
- улица Яня Далиня
- улица Зирню
- улица Иередню
- улица Карейвью
- улица Упес
- улица Сканстес
- улица Дунтес